# Henry Massonnet
Pour les articles homonymes, voir Massonnet.
Henry Massonnet, né le 6 janvier 1922 à Oyonnax, et mort le 17 décembre 2005 à Bourg-en-Bresse, est un designer et un chef d'entreprise français.

## Biographie

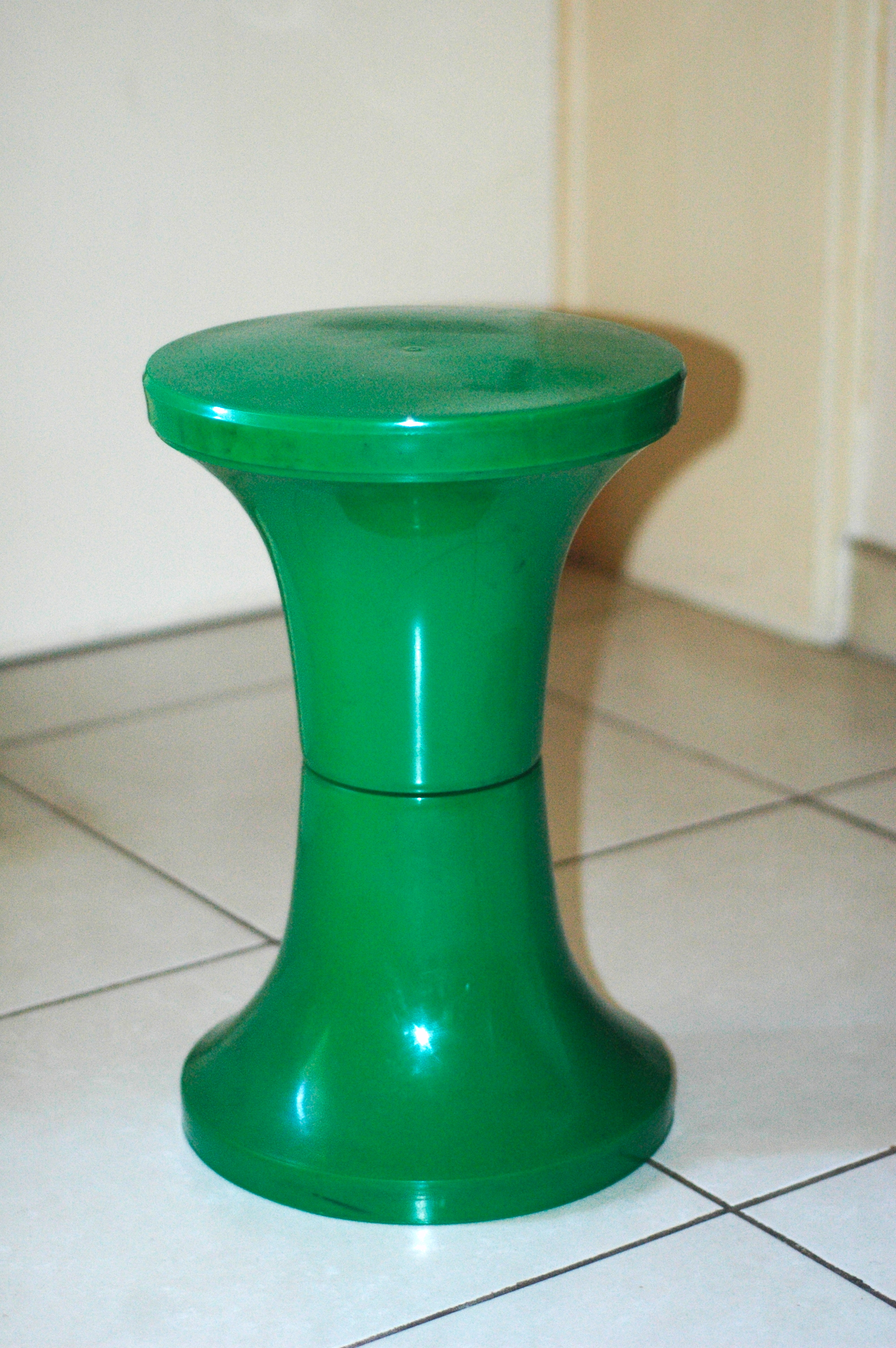
Tabouret Tam-Tam.

En 1948, il reprend l'affaire familiale de fabrication de peignes Stamp, qu'il installe à Nurieux, alors sur la commune de Mornay. Créateur d'un nouveau procédé du moulage du plastique, il conçoit en 1968 le Tam Tam, siège fabriqué par Stamp. En raison du succès de cet objet, qui aurait été vendu à douze millions, d'exemplaires en dix ans, l'entreprise comptera jusqu'à 340 employés.
Henry Massonnet s'investit également dans la politique locale. Élu maire de Mornay en 1965, il est à l'origine de la fusion avec Volognat qui donne naissance en 1973 à Nurieux-Volognat, dont il sera le premier maire jusqu'en 1983. Il est conseiller général du canton d'Izernore de 1969 à 1982.
Il est enfin un grand collectionneur d'art.
Mort en 2005, il est enterré à Nurieux-Volognat, sous un monument décoré d'une réplique en granit de sa création.